# Кайсаров, Пётр Сергеевич
Пётр Серге́евич Кайса́ров (7 (18) апреля 1777, Рязанская губерния — 27 февраля (11 марта) 1854, Санкт-Петербург) — русский поэт, переводчик, сенатор из рода Кайсаровых. Брат Андрея, Михаила и Паисия Сергеевичей. 

## Биография
Происходил из небогатой дворянской семьи. В 1792—1797 годах учился в Московском благородном пансионе. С 1797 года в военной службе (прапорщик Нотебургского мушкетёрского полка), с 1801 года — в статской. В 1805 году состоял в свите Александра I при Аустерлице, после перемирия ездил в Константинополь с особым поручением от царя. 
В 1809 году начал масонскую деятельность (состоял членом четырёх петербургских лож). В дальнейшем был крупным чиновником. В 1796—1801 печатался в журналах «Приятное и полезное препровождение времени» и «Иппокрена», участвовал в альманахе Н. Карамзина «Аониды».
Автор од, элегий, басен, переводов Коцебу. В 1802 году были изданы в Смоленске: комедия «Женский якобинский клуб», «Письма двух любовников, рыбака Петра Окунькова и прачки Доротеи Мыльниковой», «Излеченная мечтательница, справедливая повесть», «И малейшая ложь опасна, справедливое приключение», «Кто бы этому поверил? Несчастное, с одним мужем случившееся, приключение».
Жена (с 20 июля 1825 года) — баронесса Софья Платоновна Пирх (1800—1880), вдова барона Карла Пирха и внебрачная дочь светлейшего князя П. А. Зубова, который дал за ней приданое в виде замка Раудан под Тильзитом. В середине XIX века Софья Платоновна придала этому замку его современный вид.